# Regional-Express
Cet article concerne la catégorie de train. Pour la compagnie aérienne, voir Regional Express.

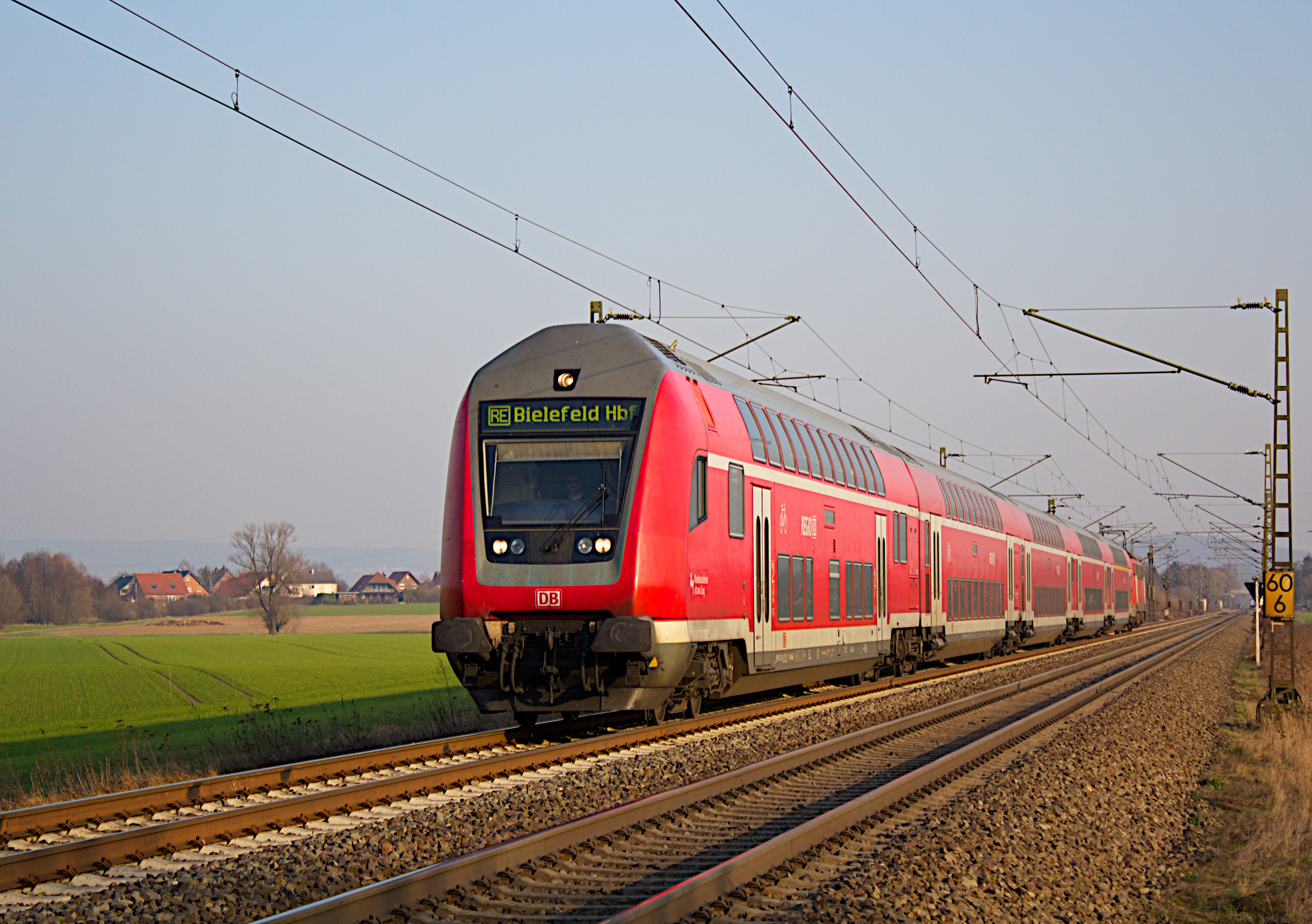
Le Regional-Express avec les voitures à deux étages

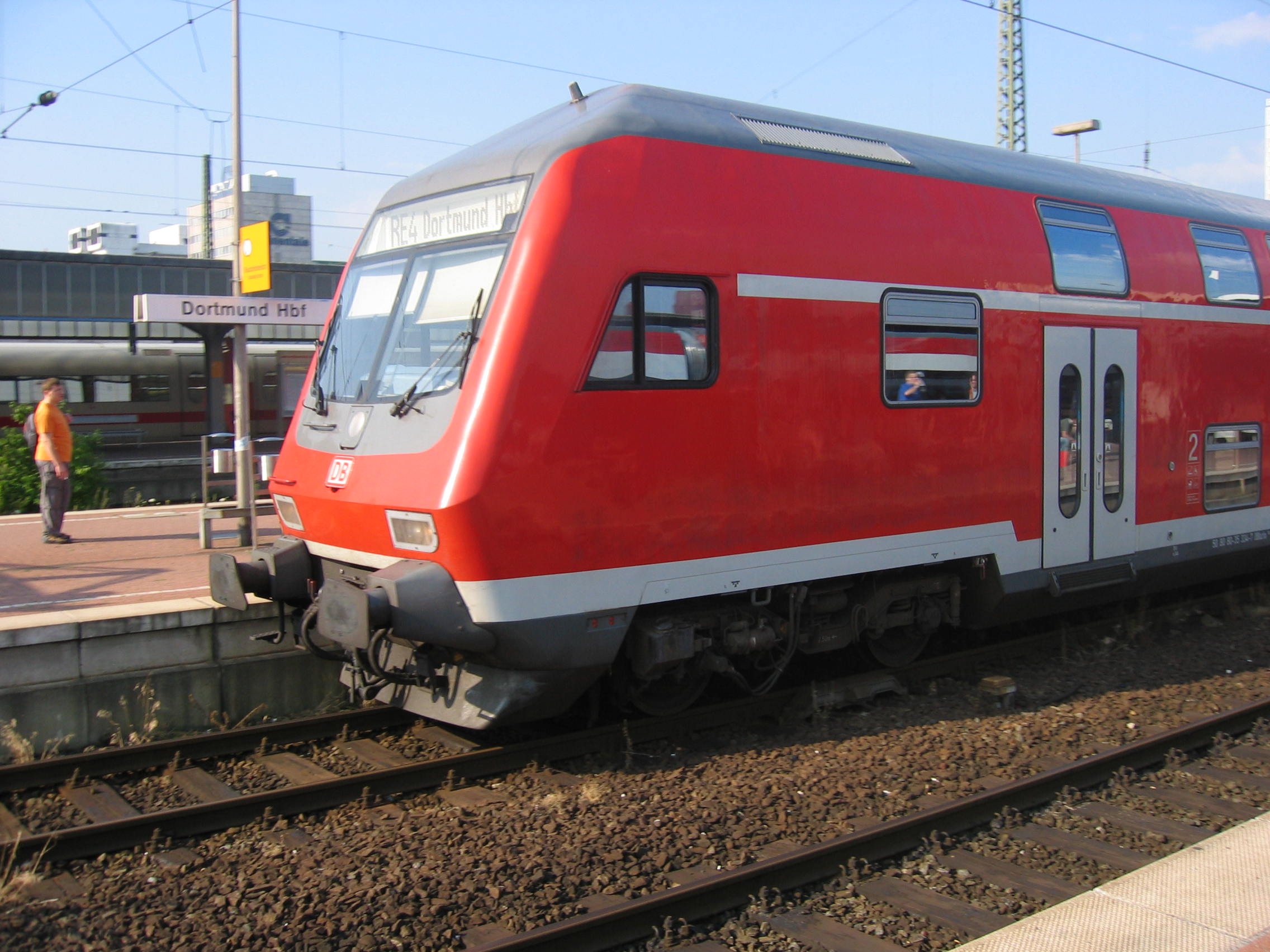
RE4 (NRW) à la gare de Dortmund

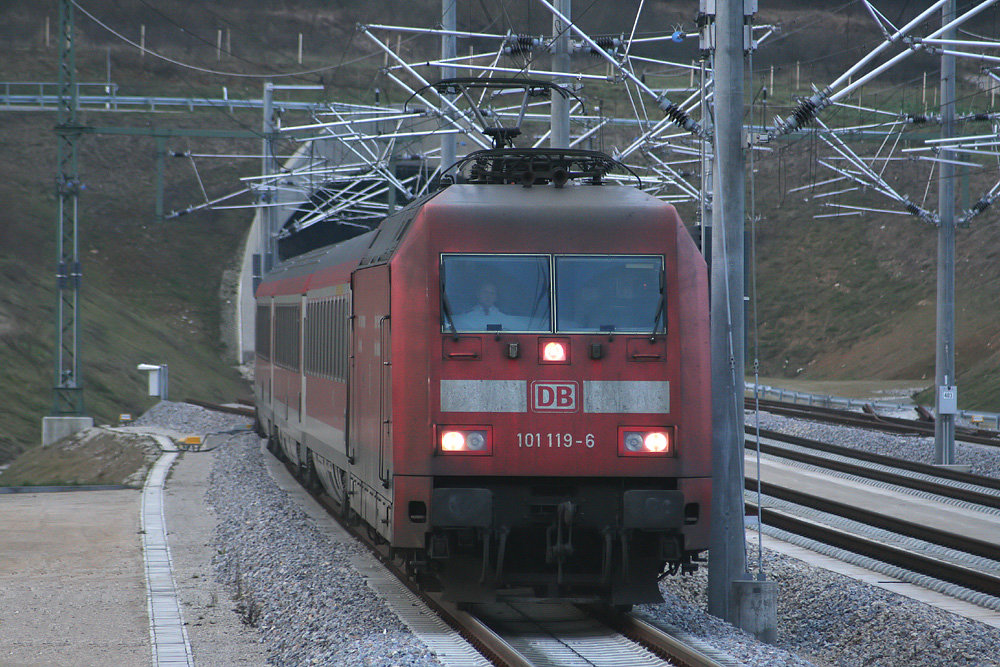
Le München-Nürnberg-Express (Munich-Nuremberg) à Kinding

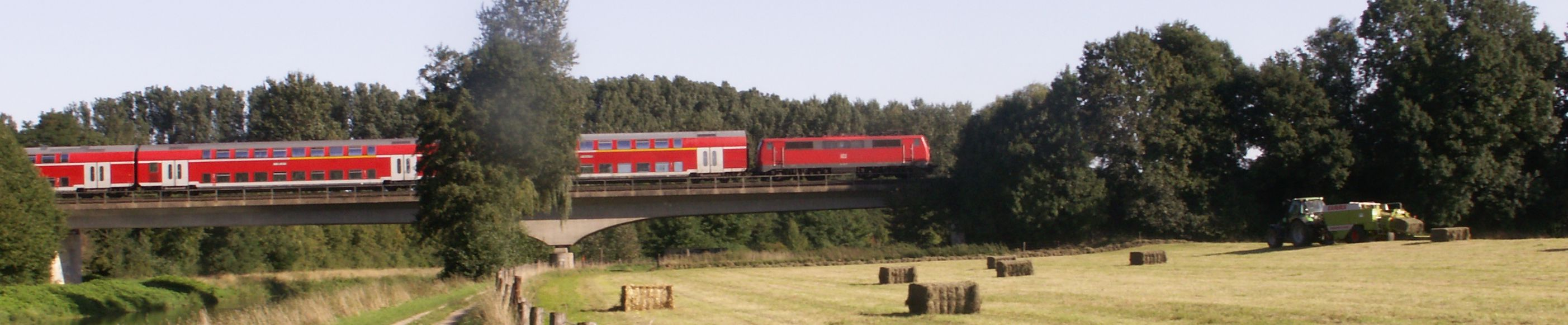
Le Regional-Express sur le pont entre Baal et Brachelen

Le Regional-Express est une catégorie de train en Allemagne, en Autriche et au Luxembourg.
On pourrait le comparer avec le TER (Transport Express Régional) en France.

## Allemagne
Le Regional-Express (RE) en Allemagne est une catégorie de train de la Deutsche Bahn qui succéda au Eilzug (de) (E) en 1994. Il se différencie du Regionalbahn (RB) par des arrêts plus longs et une vitesse plus importante.
Dans la plupart des Länder, les Regional-Express circulent sur des lignes spécifiques toutes les 1 à 2 heures à horaire cadencé. Les lignes intra-Land possèdent souvent un nom. Leur dénomination (catégorie de train et numéro) sont inscrites sur et dans le train.
Le Regional-Express permet de parcourir de grandes distances, c'est pourquoi il est beaucoup apprécié par les voyageurs. Il est un peu plus lent que d'autres trains à grande distance (comme l'ICE) ; sa vitesse moyenne est de 70 à 90 km/h.
Quand la Deutsche Bahn retira l'Interregio de la circulation à la fin des années 1990, il fut d'abord remplacé le plus souvent par le DB Regio (de) aux dépens des Länder, puis par le Regional-Express ou l'Interregio-Express (de) (IRE) par exemple en Bade-Wurtemberg.
Il existe désormais des lignes de Regional-Express dont le trajet dure plus de 6 heures : le Vier-Länder-Express (express reliant 4 Länder) Munich–Hof–Leipzig (473 km, 6 heures 45 minutes, 2 fois par jour) et la ligne internationale Bayern-Böhmen-Express (Bavière-Bohême) Munich–Furth im Wald–Prague (442 km, 6 heures, 2 fois par jour). Une des plus longues lignes existantes est celle reliant Stralsund, la gare de Berlin et Elsterwerda (384 km, 5 heures).
Entre-temps, des voitures à deux étages furent introduits et, sur les lignes les moins fréquentées, les trains furent remplacés par des rames automotrices à diesel ou à électricité. Sur certaines lignes, comme celle d'Oberfranken, des trains pendulaires ont également été mis en service.
À la fin des années 1980, le prédécesseur du Regional-Express, le Regionalschnellbahn (de) (RSB), roulait déjà sur certaines lignes.

### Le Regional-Express le plus rapide d'Allemagne
Depuis décembre 2006, le Regional-Express "Munich-Nuremberg-Express (de)" circule sur la ligne à grande vitesse Nuremberg-Ingolstadt-Munich tous les deux heures. Il est composé d'anciennes voitures Intercity et d'une locomotive électrique DBAG série 101. Avec une vitesse maximale de 200 km/h et une vitesse moyenne d'environ 100 km/h, le "Munich-Nuremberg-Express" est le train régional le plus rapide d'Allemagne.
Dès 2001, le Regional-Express permet de joindre Cologne et Emmerich ; il est composé de voitures Intercity et d'une locomotive DBAG série 103, et atteint 200 km/h entre Cologne et Duisbourg. En 2019, est créé le RE18, dit Train des trois pays, qui relie Aix-la-Chapelle et Maastricht.

### Trains à grande distance
Le Regional-Express circulent dans de nombreux Länder et permettent de parcourir de très grandes distances. Comme l'actuel Interregio-Express (de), il remplace partiellement l'Interregio et même les anciens Intercity et EuroCity.
- RE Stralsund–Pasewalk–Angermünde–Berlin–Elsterwerda
- RE Munich–Ratisbonne–Schwandorf–Marktredwitz–Hof–Gera–Leipzig (Vier-Länder-Express)
- RE Munich–Schwandorf–Prague (Bavière-Bohême-Express)
- RE Nuremberg–Schwandorf–Prague
- RE Krefeld–Cologne–Hagen–Hamm–Münster–Rheine (Rhein-Münsterland-Express)
- RE Hambourg–Elmshorn–Neumünster–Rendsburg–Flensburg–Padborg
- RE Hanovre–Goslar–Halberstadt–Könnern–Halle
- RE Hanovre–Brème–Oldenbourg–Emden–Norddeich
- RE Göttingen–Erfurt–Gera–Chemnitz
- RE Nuremberg–Augsbourg–Kempten–Immenstadt–Lindau/Oberstdorf
- RE Kassel–Leinefelde–Nordhausen–Sangerhausen–Halle

## Autriche

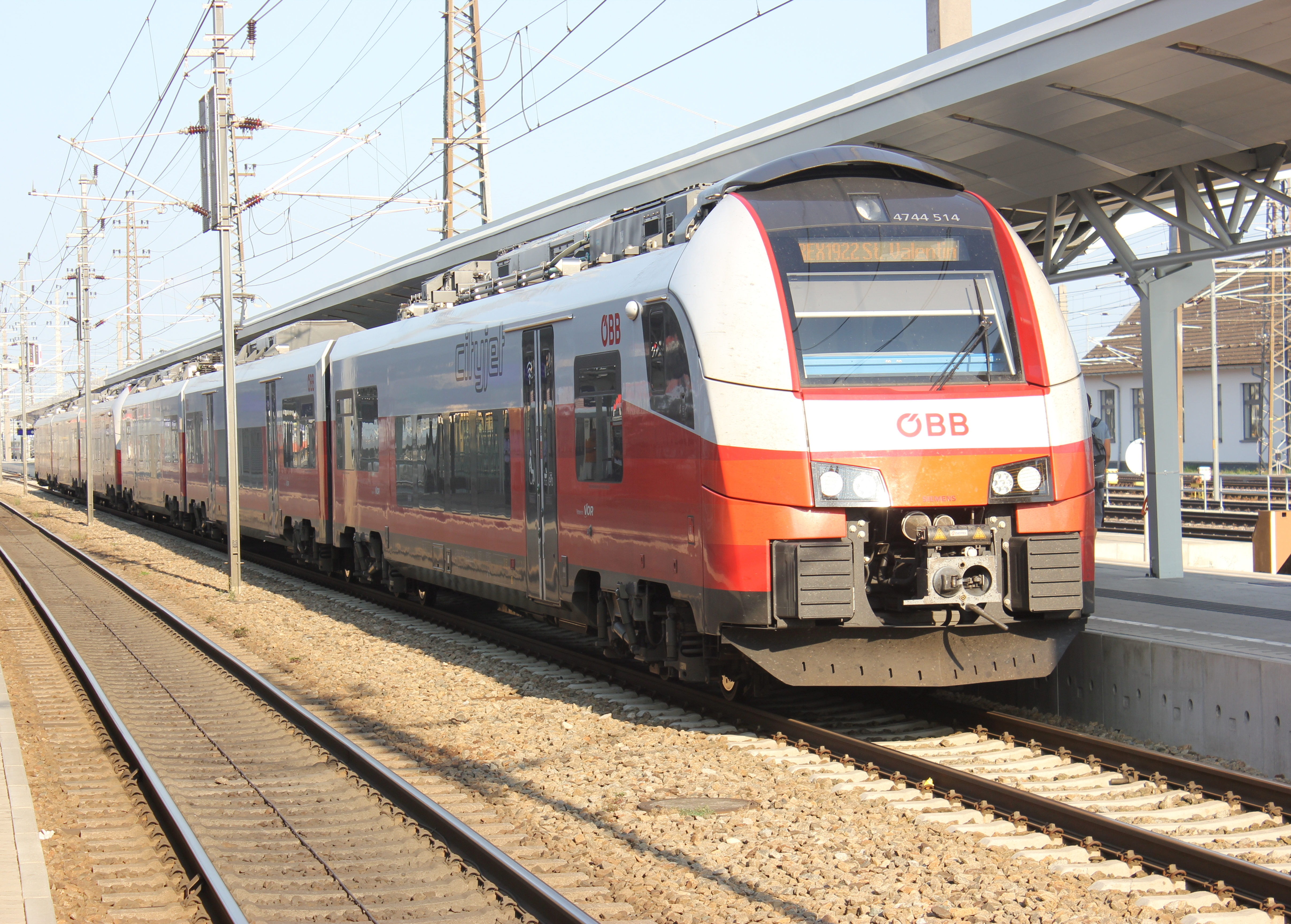
Une rame Regional Express en gare d'Amstetten.

Les Chemins de fer fédéraux autrichiens (Österreichische Bundesbahnen, ÖBB) employèrent pendant longtemps les catégories Eilzug (train express) et Sprinter pour désigner les trains régionaux. Mais depuis le changement d'horaire en décembre 2006, la dénomination Regional Express (REX) remplace ces termes. En 2019, les ÖBB ont introduit dans la ligne de l'Ouest « Cityjet Xpress » (CJX), une offre plus rapide et plus confortable.

## Luxembourg
Comme en Allemagne, le Regional-Express (RE) au Luxembourg est une catégorie de train de la Société nationale des chemins de fer luxembourgeois (CFL) qui  se différencie du Regionalbunn (RB) par des arrêts plus longs et une vitesse plus importante.